# Deling (Pangkalan Lapam)
Deling is een bestuurslaag in het regentschap Ogan Komering Ilir van de provincie Zuid-Sumatra, Indonesië. Deling telt 812 inwoners (volkstelling 2010).